# Morgan Rose
Morgan Rose, född 13 december 1963 i Atlanta, Georgia, är trummis i heavy metal-gruppen Sevendust. Rose grundade Sevendust tillsammans med sångaren i bandet, Vinnie Hornsby, 1992.